# Dlouhá Loučka (okres Svitavy)
Obec Dlouhá Loučka (německy Langenlutsch) se nachází v okrese Svitavy v Pardubickém kraji. Žije zde 554 obyvatel.

## Historie
První písemná zmínka o vesnici pochází z roku 1365.

## Pamětihodnosti
- Pomník Osvobození
- Na severním okraji vesnice se dochovaly terénní pozůstatky hradu Dlouhá Loučka, který zde stával ve druhé polovině třináctého století.[6] Ještě před ním na stejném místě ve dvanáctém století stávalo hradiště.[7]

## Galerie

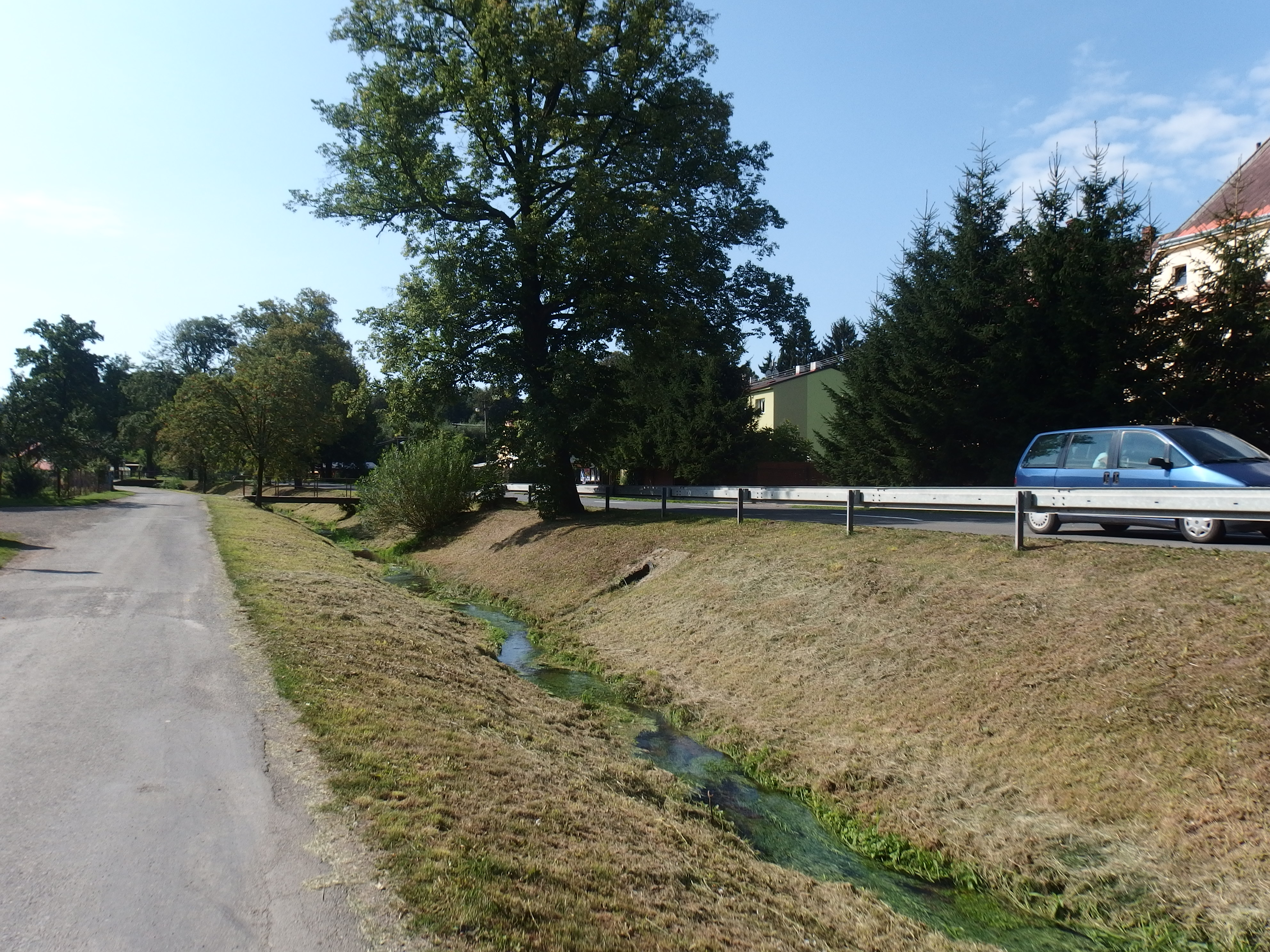
Horní tok říčky Třebůvky
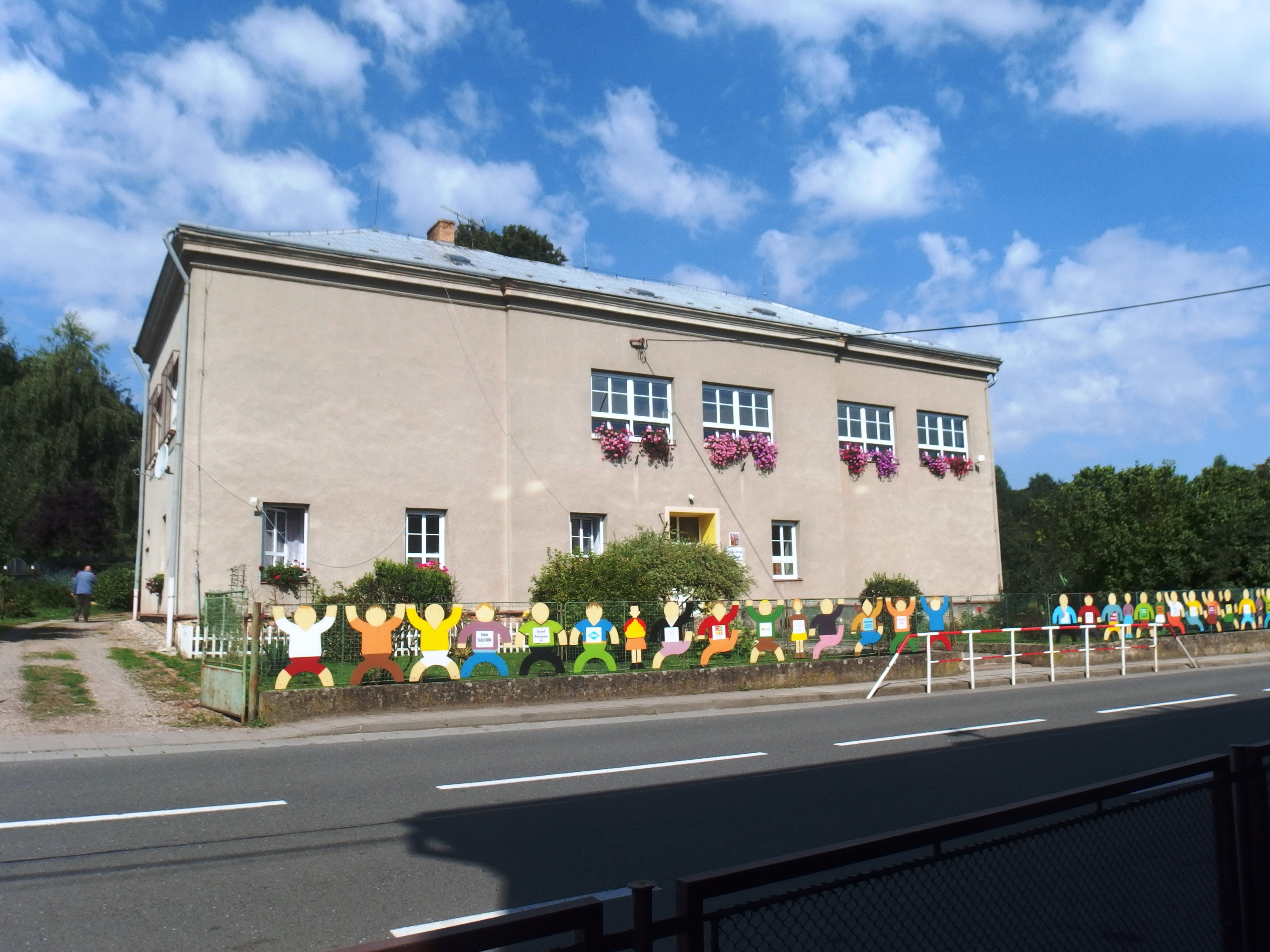
Základní škola
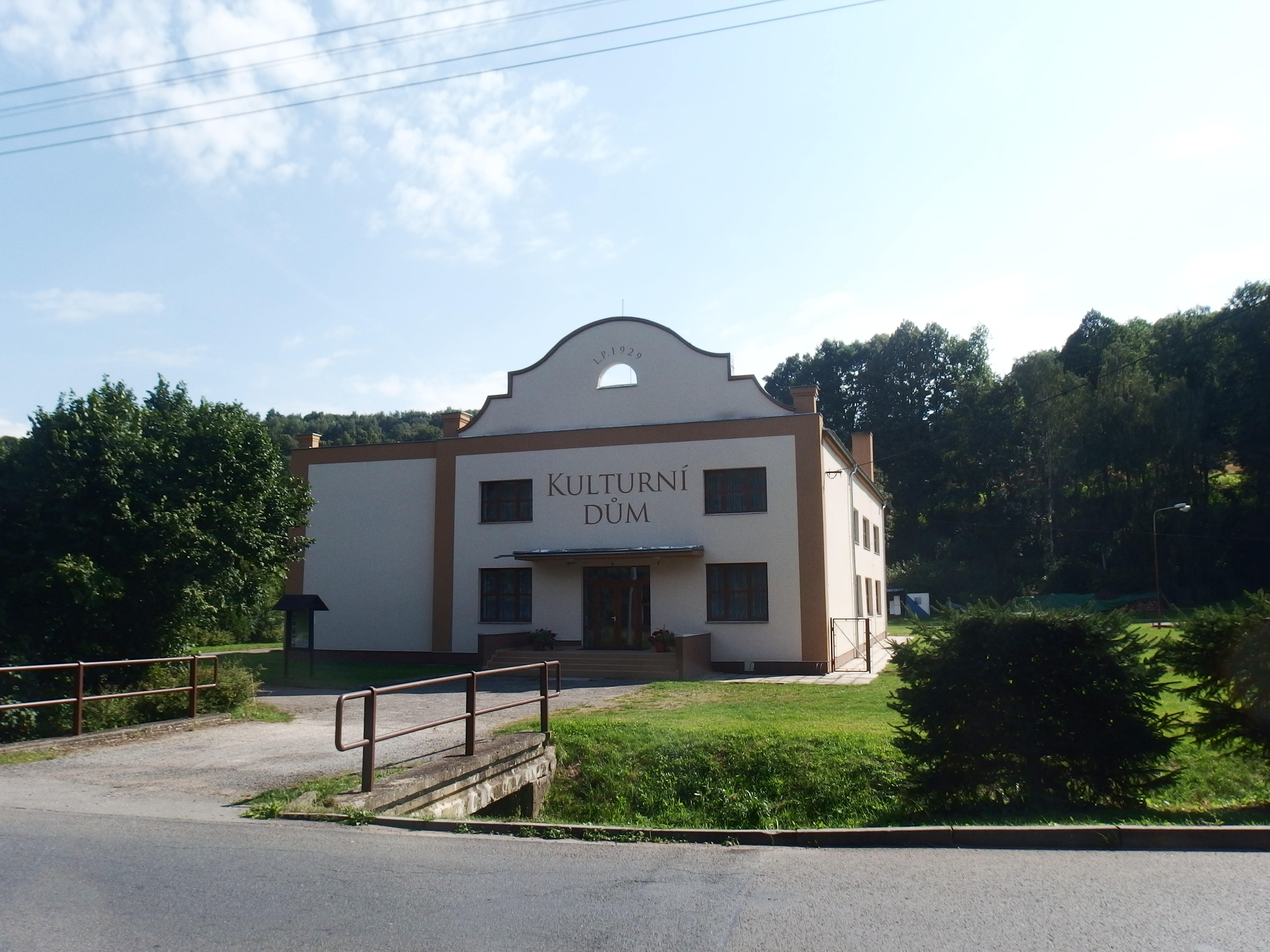
Kulturní dům
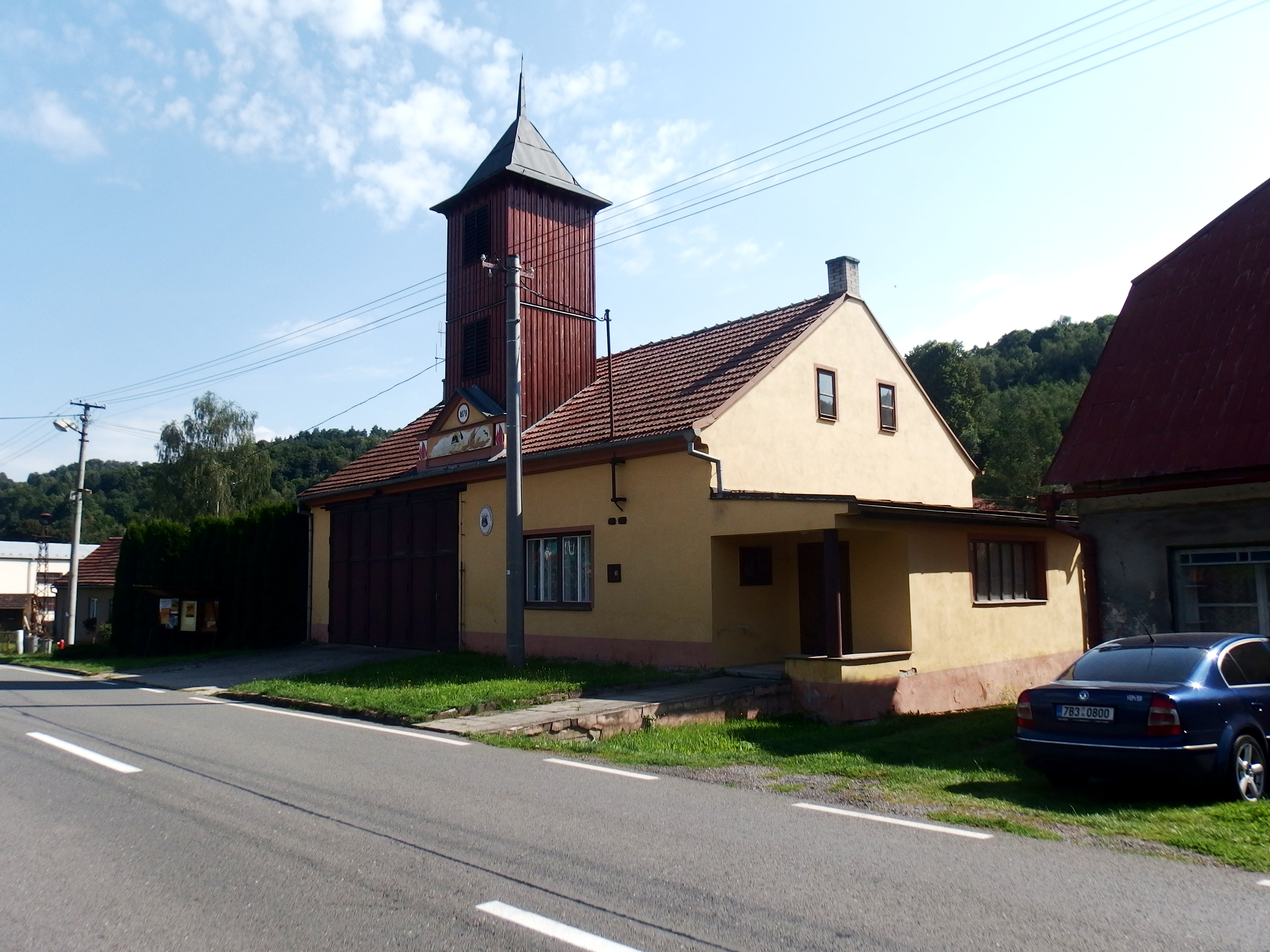
Hasičská zbrojnice